# 풍랑객
"풍랑객"은 한국에서 제작된 임원식 감독의 1968년 영화이다. 신영균 등이 주연으로 출연하였고 신상옥 등이 제작에 참여하였다.

## 출연

### 주연
- 신영균
- 최은희
- 남정임

### 조연
- 박노식
- 박기범
- 박옥초
- 김순철
- 장혁
- 이향
- 김칠성

## 기타
- 조명: 박창호
- 음향효과: 심재훈
- 미술: 정우택